# Макгоуэн, Ребекка
Ребекка Макгоуэн (англ. Rebecca McGowan; род. 27 мая 2000, Дамбартон, Западный Дамбартоншир) — британская тхэквондистка. Чемпионка Европы 2021 года, призёр чемпионатов мира и Европы.

## Биография
Ребекка Макгоуэн родилась 27 мая 2000 года.

## Карьера
С 2012 года выступает на различных международных спортивных состязаниях. В 2016 году на юниорском чемпионате мира по тхэквондо, в категории до 68 кг, Ребекка завоевала бронзовую медаль. 
В 2021 году на чемпионате Европы в Софии британская спортсменка стала чемпионкой Европы в весовой категории до 73 кг. Через год на чемпионате Европы в Манчестере и на чемпионате мира в Гвадалахаре она завоевала бронзовые медали.  
В 2023 году на чемпионате мира, который состоялся в Баку, в категории до 73 кг, Ребекка Макгоуэн завоевала серебряную медаль. В финальной схватке она уступила спортсменке из Франции Альтее Лорен.